# El Mariniyine
El Mariniyine (arabiska: املرينيين) är ett arrondissement i staden Fès i Marocko. Antalet invånare var 209 494 vid folkräkningen 2014.